# Ang Probinsyano
Ang Probinsyano es una serie de televisión filipina transmitida por ABS-CBN desde el 28 de septiembre de 2015 hasta el 12 de agosto de 2022. Esta protagonizada por Coco Martin y Julia Montes, con las participaciones antagónicas de Lorna Tolentino, John Arcilla, Tirso Cruz III, Ara Mina, Richard Gutiérrez, Romnick Sarmenta, Marc Abaya, Geoff Eigenmann y Tommy Abuel. Cuenta además con las actuaciones estelares de Susan Roces, Angel Aquino, Rowell Santiago, John Prats, Marc Solis, John Medina, Lester Llansang, Joel Torre, Shamaine Centenera-Buencamino, Jaime Fabregas, Raymart Santiago, Arron Villaflor, Shaina Magdayao, Bassilyo, Smugglaz, Sancho Vito, CJ Ramos, Bianca Manalo, Franki Russell, Malou Crisologo, Eric Nicolas, Marissa Sánchez, Mark Leviste, Maynard Lapid, Jay Gonzaga y Mark Manicad.

## Elenco

### Elenco principal
- Coco Martin como Ricardo "Cardo" Dalisay / Dominador "Ador" de Leon.
- Susan Roces como Flora "Lola Kap" Borja-de Leon.
- Angel Aquino como Diana Olegario-Dumaguit.
- John Arcilla como Renato Hipolito.
- Yassi Pressman como Alyana Arevalo.
- Jaime Fabregas como Delfín Borja.
- Michael de Mesa como Ramil "Manager" Taduran.
- Rowell Santiago como Oscar Hidalgo / Mariano.
- Lorna Tolentino como Lily Ann Cortez.

### Elenco secundario
- John Prats[2] como Jerome Girona, Jr.
- John Medina como Avel "Billy" Guzmán.
- Lester Llansang como Mark Vargas.
- Marc Solis como Rigor Soriano.
- Raymart Santiago como Víctor Basco.
- Shaina Magdayao como Roxanne Opeña.
- Arron Villaflor como Amir Marquez.
- Smugglaz como Marsial "Butete" Matero.
- Bassilyo como Dante "Bulate" Villafuerte.
- Sancho Vito como Gregorio "Greco" Cortez.
- CJ Ramos como Patrick Espinosa.
- Franki Russell como Hanna Robles.
- Bianca Manalo como Lourdes "Bubbles" Torres.
- Joel Torre como Teodoro "Teddy" Arevalo.
- Shamaine Buencamino como Virginia "Virgie" Arevalo.
- Malou Crisologo como Yolanda "Yolly" Capuyao-Santos.
- McCoy de Leon como JP Arevalo.
- Tirso Cruz III como Arturo Padua.
- Rhen Escaño como Clarice Padua.
- Ara Mina como Ellen Padua.
- Marc Abaya como Jacob "Lobo" Serrano.
- Romnick Sarmenta como Juan.
- Richard Gutiérrez como Angelito "Lito" Valmoria.
- Jay Gonzaga como James Cordero.
- Mark Manicad como Edwin Salonga.
- Eric Nicolas como Mang Ramon.
- Marissa Sánchez como Maring.
- Maynard Lapid como Salvador.
- Mark Leviste como Antonio.

### Antiguo Elenco
- Maja Salvador como Glenda "Glen" Corpuz.
- Bela Padilla como Carmen Guzman-de Leon / Carmen Guzman-Tuazon.
- Arjo Atayde como Joaquin Tuazon.
- Albert Martínez como Tomas Tuazon.
- Agot Isidro como Verna Syquia-Tuazon.
- Eddie García como Don Emilio Syquia.
- Simon Ezekiel Pineda como Honorio "Onyok" Amaba.
- Lei Andrei Navarro como Dominador "Junior" de Leon, Jr.
- McNeal "Awra" Briguela como Macario "Makmak" Samonte, Jr.
- Joey Marquez como Nanding Corpuz.
- Malou de Guzmán como Lolit Fajardo-Corpuz.
- Dennis Padilla como Edgar Guzmán.
- Ana Roces como Leonora "Nora" Montano-Guzman.
- Pepe Herrera como Benjamin "Benny" Dimaapi.
- Marvin Yap como Elmo Santos.
- Beverly Salviejo como Yaya Cita.
- Ping Medina como Diego Sahagun.
- Belle Mariano como Rachel Tuazon.
- Brace Arquiza como Ryan Guzmán.
- Elisse Joson como Lorraine.
- Art Acuña como Roy Carreon.
- Michael Roy Jornales como Francisco "Chikoy" Rivera.
- Marc Acueza como Bernardino "Dino" Robles.
- Rino Marco como Gregorio "Greg" Sebastian.
- Oliver Aquino como Lorenz Gabriel.
- Eda Nolan como Brenda Corpuz.
- Benj Manalo como Pinggoy.
- Lander Vera Pérez
- Daisy Reyes como Belen Girona.
- Kiray Celis como Mitch.

### Actores invitados
- Rez Cortez como Rogelio Jacob.
- Richard Yap como Philip Tang.
- Iza Calzado como Olivia Buenaventura.
- Zaijan Jaranilla como Kokoy Amaba.
- Gio Álvarez como Arabas Amaba.
- Mymy Davao como Lena Amaba.
- Izzy Canillo como Dominador "Ador" de Leon (niño) / Ricardo "Cardo" de Leon (niño).
- Nash Aguas como Dominador "Ador" de Leon (joven) / Ricardo "Cardo" Dalisay (joven).
- Sharlene San Pedro como Glenda "Glen" Corpuz (joven).
- Tonton Gutiérrez como Pablo de Leon.
- Marco Alcaraz como Ramon Dalisay.
- Nadine Samonte como Rose Dalisay.
- Richard Quan como Nestor Defra.
- Gloria Sevilla como Purificación Moreno.
- Jao Mapa como Salas.
- Ramon Christopher Gutiérrez como Ramos.
- Jett Pangan como Edson Lee.
- David Chua como Kevin.
- Xia Vigor como Keana Burton.
- Tart Carlos como Jaylu Burton.
- Tutti Caringal como Dencio.
- Miguel Gabriel Diokno como Iñigo de la Paz.
- Jong Cuenco como Gobernador Edward de la Paz.
- Neil Coleta como Miguel Clemente.
- Yayo Águila como Marita.
- Kathleen Hermosa como Tere.
- Jay Manalo como Victor Mangubat.
- Ronaldo Valdez como Leonardo Demetrio / Conrado "Ninong" Villegas.
- Maricar Reyes como Isabel.
- Miguel Faustmann como Kenneth Burton.
- Joem Bascon como Raymond.
- Polo Ravales como Brad.
- Hanna Ledesma como Jenna.
- Gina Pareño como Maria Olga "Madam Olga" Fernández.
- Susan Africa como Lorena.
- Sunshine García como Noemi Domínguez.
- Myrtle Sarrosa como Doreen Villaluna
- Justin Cuyugan como Apolinario "Apple" Mauricio.
- Dawn Chang como Elaine.
- Jason Francisco como Arnold Cortes.
- Shey Bustamante como Cristina Jane Laxamana.
- Anne Curtis como Katrina "Trina" Trinidad.
- Christopher de Leon como Michael "Mike" Alonzo.
- Nonie Buencamino como Roberto "Homer" Dimayuga / Scarface.
- Ogie Diaz como Fritz.
- Mico Palanca como Jake.
- Alexa Macanan como Katrina "Trina" Trinidad (joven).
- Cheska Iñigo como Rosella Noble-Alonzo.
- Jan Marini-Pizzaras como Maricel Marquez.
- Gerard Pizzaras
- William Lorenzo como Mang Berting.
- Ana Capri como Ligaya.
- Pen Medina como Fernan.
- Eric Quizon como Ivan Gómez.
- Gelli de Belen como Belinda Ojeda.
- Angelou Alayon como Jordan Ojeda.
- Niña Dolino como Iris.
- Eric Fructuoso como Benjamin Joseph "Banjo" Moreno.
- Alex Medina como Allen.
- Jordan Herrera como Charlie Malibay.
- Michael Rivero como Macario "Sir Bok" Samonte, Sr.
- Ritz Azul[3] como Erica Nobleza.
- Yogo Singh como Jepoy.
- Inah Estrada como Cristina Nobleza.
- Jess Lapid, Jr. como Raul Toribio.
- Jake Cuenca como Jonas Paulino.
- Elmo Magalona como Andrew Abella.
- Janella Salvador como Denise Paulino.
- Toby Alejar como Mr. Paulino
- Maila Gumila como Mrs. Paulino.
- Melissa Mendez como Ms. Abella
- Franco Daza como Kirk.
- Emmanuelle Vera como April.
- Kyra Custodio como Lisa.
- Jane Oineza como Flora Borja (joven).
- JC Santos como Emilio Syquia (joven).
- Ian de Leon como Bartolome Catindig.
- Smokey Manaloto como Gordon Layug.
- Victor Neri como Anton Guerrero.
- Mon Confiado como Lao Cheng.
- Bonel Balingit como Totoy Layug.
- Lilia Cuntapay como Aling Loring Layug.
- Angelica Panganiban como Marta Maglipon / Jade Blanco
- Nikki Valdez como Analyn Canlaon.
- Avery Balasbas como Marta Maglipon (niña).
- Veyda Inoval como Analyn Canlaon (niña).
- Lui Villaruz como Domeng Canlaon.
- Yesha Camile como Angela Canlaon.
- Suzette Ranillo como Dely.
- Juan Rodrigo como Romeo "Romy" Maglipon.
- Wendell Ramos como Nelson Wong.
- Cesar Montano como Hector Mercurio.
- Meg Imperial como Maribel "Marie" Alegre.
- Bembol Roco como Redentor Almario.
- Bernadette Allyson-Estrada como Irene Mercurio.
- Erin Ocampo como Ella.
- Geraldine Villamil como Aling Dahlia.
- Archie Adamos como Mang Leroy.
- Emilio García como Atong.
- Kiko Matos como Enteng.
- Manuel Chua como Zaldy.
- Vice Ganda como Emmanuel "Ella" Moreno.
- Chokoleit como Jonel.
- Pooh como Juan / Wanda.
- Thou Reyes como Bogart.
- Lee O'Brien como Roland Bale.
- Candy Pangilinan como Aida Bale.
- Bret Jackson como Matt Bale.
- JB Agustín como Emmanuel "Ella" Moreno (niño).
- John Steven de Guzmán como Juan / Wanda (niño).
- Lance Macalinao como Jonel (niño).
- Rubi Ruiz como Choleng.
- John Regala como Congressman Randolf Subito.
- María Isabel López como Clarissa Subito.
- Albie Casiño como Richmond Subito.
- Cherry Pie Picache como Linda Aguilar.
- Carlo Aquino como Marlon Aguilar.
- Allan Paule como Melencio Aguilar.
- Ronnie Quizon como Romulo.
- Paulo Avelino como Eric "Erwin" Maniego.
- James Blanco como Edwin Maniego.
- Nico Antonio como Intoy.
- Grae Fernández como Eric Maniego (joven).
- Jairus Aquino como Edwin Maniego (joven).
- Jef Gaitan como Lara.
- Efren Reyes, Jr. como Apollo Magat.
- Jayson Gainza como Tikboy.
- Valerie Concepción como Andrea.
- Ricardo Cepeda como Albertino Tejada.
- Gerald Madrid como Regalado.
- Janus del Prado como Allan de la Paz / Jonel.
- Paolo Serrano como Soliman.
- Bing Davao como Mr. Wang
- TJ Trinidad como el abogado de Tomas.
- Antoinette Taus como Maggie.
- Rommel Montano como Commander Brando.
- Archie Alemania como Choi.
- Jun Urbano como Damian.
- Nonong "Bangky" de Andres como Gorio.
- Michelle Vito como Janice Vergel.
- Christian Vázquez como Benedicto Vergel.
- Michael de Mesa como Manager.
- Carlo "Mang Gener" Maceda como Douglas.
- Mike Agassi
- Bradley Holmes